# Saint-Préjet-Armandon
Saint-Préjet-Armandon é uma comuna francesa na região administrativa de Auvérnia-Ródano-Alpes, no departamento de Alto Loire. Estende-se por uma área de 8,44 km². Em 2010 a comuna tinha 115 habitantes (densidade: 13,6 hab./km²).